# MEGA
MEGA是Mega Limited公司推出的一款云存储服务。2013年1月19日在新西兰上线，该服务供应商广泛宣传其隐私性，所有文件在上传之前进行本地加密，提供20 GB的免费存储空间，最高存储空间可达16 TB（付费账户）。
2018年1月20日，MEGA官方在其5周年当日发博客声称在245个国家拥有1亿注册用户，上传超过400亿个文件。2019年1月18日，官方在6周年宣佈，網站註冊用戶已達1.32億，上傳文件超過530億。

## 历史
MEGA的前身即为金·達康创立的云存储服务Megaupload，但于2012年1月19日被美国司法部扣押并关闭。非洲的中西部国家加蓬也拒绝了其新域名me.ga，其后金·達康宣布将在新西兰注册，域名为mega.co.nz。MEGA发布于Megaupload关站一周年——即2013年1月19日上线。 金·達康在Twitter上宣称仅仅上线的第一个小时便有十万人次的注册用户，并称MEGA是有史以来增长最快的创业公司之一。他亦在Twitter上称，该网站目前非常繁忙，每分钟收到数千个用户注册请求。Dotcom后来自称MEGA服务拥有超过100万注册用户，每秒完成60次上传。三天后，这个数字更新为每秒完成500次上传。为了推广他的新网站，金·達康聘请了冰淇淋厨师Gianpaolo Grazioli为他的追随者创造了一个盛大（mega）的宴会。2013年2月7日，宣布InternetNZ前任行政长官维克拉姆·库马尔（Vikram Kumar）将担任MEGA的新任首席执行官。原MEGA临时首席执行官Tony Lentino将升任董事，并继续为企业提供企业精神和技能。
早期用户曾遇到各种问题，包括上传速度慢，登录失败等。该服务在接下来的三天内略有改善，但对于大流量上传仍然存在问题并无法注销帐户以防万一。技术评论家指责该网站受欢迎程度不佳，并注意到它上线的头几天曾排在世界前150名网站，随后排名下降了数千。
2013年3月4日，Android平台的MEGA应用上架Google Play。4月，金·達康担任MEGA董事。同年7月8日，发布了MEGA软件开发工具包（SDK）和联属计划。9月7日金·達康接受华盛顿邮报采访时宣称MEGA每天正接受20,000次注册请求。2013年11月26日，iOS平台的MEGA应用上架App Store。此外在2013年，MEGA收到平均每天100次的DMCA删除请求。2014年1月20日，官方发布Windows平台应用MEGAsync。同年9月6日，官方发布针对Linux平台的MEGAsync。
2014年3月，金·達康公布了其在新西兰证券交易所上市的意向。同年9月，数字公民联盟是通过品牌保护组织NetNames委托发布报告，将MEGA描述为“shadowy cyberlocker（隱蔽的網路儲物櫃，把Mega比喻為隱蔽的網路儲物櫃，指出使用者可能會利用Mega儲存不當的資訊）”，被Mega的首席执行官斥为“严重失实和高度诽谤（grossly untrue and highly defamatory）”。
2015年7月1日，金·達康在技术网站Slashdot表示，他将不信任MEGA服务，并声称该公司已经“受到因犯有欺诈罪被通缉的中国投资者（闫永明）的恶意收购（suffered from a hostile takeover by a Chinese investor who is wanted in China for fraud）”并且“新西兰政府拥有投资者的股份，目前拥有该网站的控制权（the New Zealand government seized this investor's shares and now has control of the site）”。金·達康鼓励用户不要再使用该服务，并计划建立一个完全开源、非营利的竞争对手。并在他的Twitter帐户上宣布，他稍后将在发布该事件的详细细节。MEGA官方回应称，当局并没有任何反对或干涉MEGA的行动。
2016年，Mega公司根据开源许可证在Github上发布了其客户端软件的源代码。
2016年8月23日，闫永明与新西兰法院达成和解，需缴纳4285万新西兰币的财产，包括Mega公司18.8%的股份。
2021年1月18日，MEGA宣布将域名由mega.nz改为mega.io。
目前，访问域名mega.co.nz时会自动跳转到mega.io；访问域名mega.io时会自动跳转到mega.nz

## 隐私
MEGA的主要开发者達康表示MEGA使用AES进行客户端加密，由于MEGA服务器端不知道上传文件的加密密钥，因此无法解密和查看内容。因此，他们不对用户上传文件的内容负责。達康还表示，文件的加密允许他们与世界各地数据托管公司合作，减少政府和ISP检测服务器的内容的审查。他在接受Ars Technica的采访时提到“每个文件至少分别存储在两个地理位置不同的托管服务器上（Each file will be kept with at least two different hosters [sic], [in] at least two different locations）”“这对我们的好处是显而易见的，就算你可以与最小，最不可靠的托管公司合作也没关系，因为他们无法对存储数据做任何事情（That's a great added benefit for us because you can work with the smallest, most unreliable [hosting] companies. It doesn't matter because they can't do anything with that data.）”。
MEGA上线后的头几个星期，曾发现各种安全问题，研究人员表示，攻击者可以使用它们访问其它登录者的用户文件。作为回应，MEGA实施漏洞奖励计划，对于报告安全问题的个人或组织可提供高达10,000欧元的奖励。 
MEGA团队表示，一些企业如制片公司，在已知加密密钥并确定内容侵犯了他们的版权情况下，可以直接访问文件。達康补充说，如果这些企业想要使用服务，他们在访问文件之前必须同意，请不要起诉MEGA，或让网站对其用户的行为负责。

## 配额
|       | 套餐     | 储存空间 | 上传下载宽带                                    |
| ----- | -------- | -------- | ----------------------------------------------- |
| 免 费 | FREE     | 20 GB    | 10 GB上传下载带宽限制/月，每半小時回補500MB流量 |
| 付 费 | PRO LITE | 400 GB   | 1 TB上传下载带宽/月                             |
| 付 费 | PRO I    | 2 TB     | 2 TB上传下载带宽/月                             |
| 付 费 | PRO II   | 8 TB     | 8 TB上传下载带宽/月                             |
| 付 费 | PRO III  | 16 TB    | 16 TB上传下载带宽/月                            |

## API
MEGA官方已经发布文档，以便于开发人员调用API编写应用程序。
据MEGA团队介绍，在不久的将来，他们将会为各种编程语言提供参考库/ SDK。但现在唯一可用的官方示例代码的编程语言是JavaScript代码，尽管部分程序员已经在Python和 .NET语言上开发了Mega API的实例，部分第三方应用程序也已经被开发出来，功能包括在线视频和文件同步。

## 缺陷
据官方声称，该网站“可工作于主流浏览器上（works with all major current browsers）”，但是用Chrome和Firefox以外的浏览器则会出现一些问题。例如，在Internet Explorer 10上，由于Blob存储的内存泄漏，用户上传几百兆文件后必须关闭并重新打开该选项卡。

## 中國大陸封鎖
依據GreatFire測試，該網站在中國大陸被當局的網墻封鎖，2017年3月或更早起被封鎖至今；2021年1月啓用的新域名mega.io亦自同年3月19日起被封鎖至今。